# Belonectes daytoni
Belonectes daytoni är en kräftdjursart som beskrevs av Malyutina och Brandt 2009. Belonectes daytoni ingår i släktet Belonectes och familjen Munnopsidae. Inga underarter finns listade i Catalogue of Life.